# Округ Јелоустоун (Монтана)
Округ Јелоустоун (енгл. Yellowstone County) је округ у америчкој савезној држави Монтана.

## Демографија
По попису из 2010. године број становника је 147.972, што је 18.62 (14,4%) становника више него 2000. године.
| Група             | 2000.           | 2010.           |
| Белци             | 117.698 (91,0%) | 130.463 (88,2%) |
| Афроамериканци    | 580 (0,4%)      | 935 (0,6%)      |
| Азијати           | 698 (0,5%)      | 939 (0,6%)      |
| Хиспаноамериканци | 4.788 (3,7%)    | 6.955 (4,7%)    |
| Укупно            | 129.352         | 147.972         |